# Pteropus scapulatus
Pteropus scapulatus är en däggdjursart som beskrevs av Peters 1862. Pteropus scapulatus ingår i släktet Pteropus och familjen flyghundar. IUCN kategoriserar arten globalt som livskraftig. Inga underarter finns listade.
Denna flyghund förekommer i Australien i en bred remsa vid kusten. Utbredningsområdet sträcker sig från landets nordvästra till sydöstra delar. Arten vistas i låglandet och i kulliga områden. Habitatet utgörs av olika områden med träd, bland annat mangrove och fruktodlingar.
Individerna bildar vid viloplatsen stora kolonier som kan ha över en miljon medlemmar. De stannar inte länge i samma region. Per kull föds en unge.